# Тарабрин, Анатолий Петрович
Анато́лий Петро́вич Тарабрин (28 июня 1935, Пересветово, Западная область — 11 февраля 2008, Санкт-Петербург) — советский гребец, бронзовый призёр Олимпийских игр. Мастер спорта СССР.

## Карьера
На Олимпиаде в Риме Анатолий в составе распашной четвёрки без рулевого вместе с Игорем Ахремчиком, Юрием Бачуровым и Валентином Морковкиным завоевал бронзовую медаль.

## Образование
В 1952 году поступил в Ленинградский государственный университет на математико-механический факультет. Позже защитил диссертацию в области газотурбостроения.

## Награды
- Медаль «За трудовое отличие» (16.09.1960) — за успешные выступления в XVII летних и VIII зимних Олимпийских играх 1960 года, а также за выдающиеся спортивные достижения[5]